# دهستان چهل‌چای
چهل چای، دهستانی است از توابع بخش مرکزی شهرستان مینودشت استان گلستان ایران.

## جمعیت
جمعیت دهستان چهل چای بر اساس سرشماری سال ۱۳۸۵ جمعیت آن ۲۳٬۹۷۸ نفر (۶٬۰۰۳ خانوار)
بوده است.